# Décès en avril 2000
Décès
- 1996
- 1997
- 1998
- 1999
- 2000
- 2001
- 2002
- 2003
- 2004

Pour une information complémentaire, voir la page d'aide.

| Date     | Nom                       | Activités                                                        | Âge | Source |
| -------- | ------------------------- | ---------------------------------------------------------------- | --- | ------ |
| 3 avril  | Arne Aas                  | acteur et réalisateur norvégien                                  | 68  |        |
| 3 avril  | Asaf Djafarov             | peintre azerbaïdjanais.                                          | 72  |        |
| 6 avril  | Habib Bourguiba           | homme d’État tunisien.                                           | 96  |        |
| 7 avril  | Moacir Barbosa Nascimento | Footballeur international brésilien.                             | 79  | (en)   |
| 8 avril  | Alfredo Alcala            | dessinateur de bande dessinée philippin.                         | 74  |        |
| 13 avril | Giorgio Bassani           | romancier, poète et essayiste italien.                           | 84  |        |
| 14 avril | Wilf Mannion              | Footballeur international Anglais.                               | 81  |        |
| 15 avril | Arthur Morton             | musicien américain.                                              | 91  |        |
| 18 avril | Garcimore                 | illusionniste et chanteur espagnol.                              | 59  |        |
| 20 avril | Willy Harlander           | acteur allemand                                                  | 68  |        |
| 21 avril | Gunther Gerzso            | peintre mexicain                                                 | 84  | (en)   |
| 22 avril | Toon Hermans              | chanteur, cabaretier, poète, peintre et dessinateur néerlandais. | 83  |        |
| 25 avril | Niels Viggo Bentzon       | compositeur et pianiste danois.                                  | 80  |        |
| 30 avril | Leon Van Daele            | coureur cycliste belge.                                          | 67  |        |